# 戈弗諾斯村 (加利福尼亞州)
戈弗諾斯村（英語：Governors Village）是位於美國加利福尼亞州埃爾多拉多縣的一個非建制地區。該地的面積和人口皆未知。

## 地理
戈弗諾斯村的座標為38°41′20″N 121°04′53″W / 38.68889°N 121.08139°W，而該地的平均海拔高度為229米（即751英尺）。